# Laura Cottingham
Laura Cottingham (* 1959) je americká kritička umění a výtvarnice. Jednou z jejích knih je Angst essen Seele auf o režisérovi Raineru Werneru Fassbinderovi, kterou vydal Britský filmový institut v roce 2005. Její dílo bylo vystavováno v galeriích a muzeích v Evropě a v New Yorku; významná jsou její videa Not for Sale (1998) a The Anita Pallenberg Story (2000). Je absolventkou Notredamské akademie v Park Hills (Kentucky) a Chicagské univerzity. V letech 1981 až 1982 byla díky stipendiu v nezávislém studijním programu Muzea amerického umění Whitneyové. Sama později přednášela na Rutgersově univerzitě, Škole výtvarného umění, Prattově institutu, Kolumbijské univerzitě a Cooper Union.